# 31 Евфрозина
31 Евфрозина (лат. 31 Euphrosyne) је астероид главног астероидног појаса. Приближан пречник астероида је 255,90 km,
а средња удаљеност астероида од Сунца износи 3,149 астрономских јединица (АЈ).
Инклинација (нагиб) орбите у односу на раван еклиптике је 26,309 степени, а орбитални период износи 2041,973 дана (5,590 година). Ексцентрицитет орбите астероида износи 0,224.
Апсолутна магнитуда астероида износи 6,74 а геометријски албедо 0,054.
Астероид је откривен 1. септембра 1854. године.